# Epeorus punctatus
Epeorus punctatus är en dagsländeart som först beskrevs av Mcdunnough 1925.  Epeorus punctatus ingår i släktet Epeorus och familjen forsdagsländor. Inga underarter finns listade i Catalogue of Life.